# Vlatten (Heimbach)
Vlatten ist ein Ortsteil der Stadt Heimbach im Kreis Düren.

## Lage
Vlatten liegt eingebettet in ein sanftes Tal der Voreifel am östlichen Stadtrand von Heimbach. Neben Vlatten liegen Wollersheim, Hergarten und Heimbach.

## Geschichte

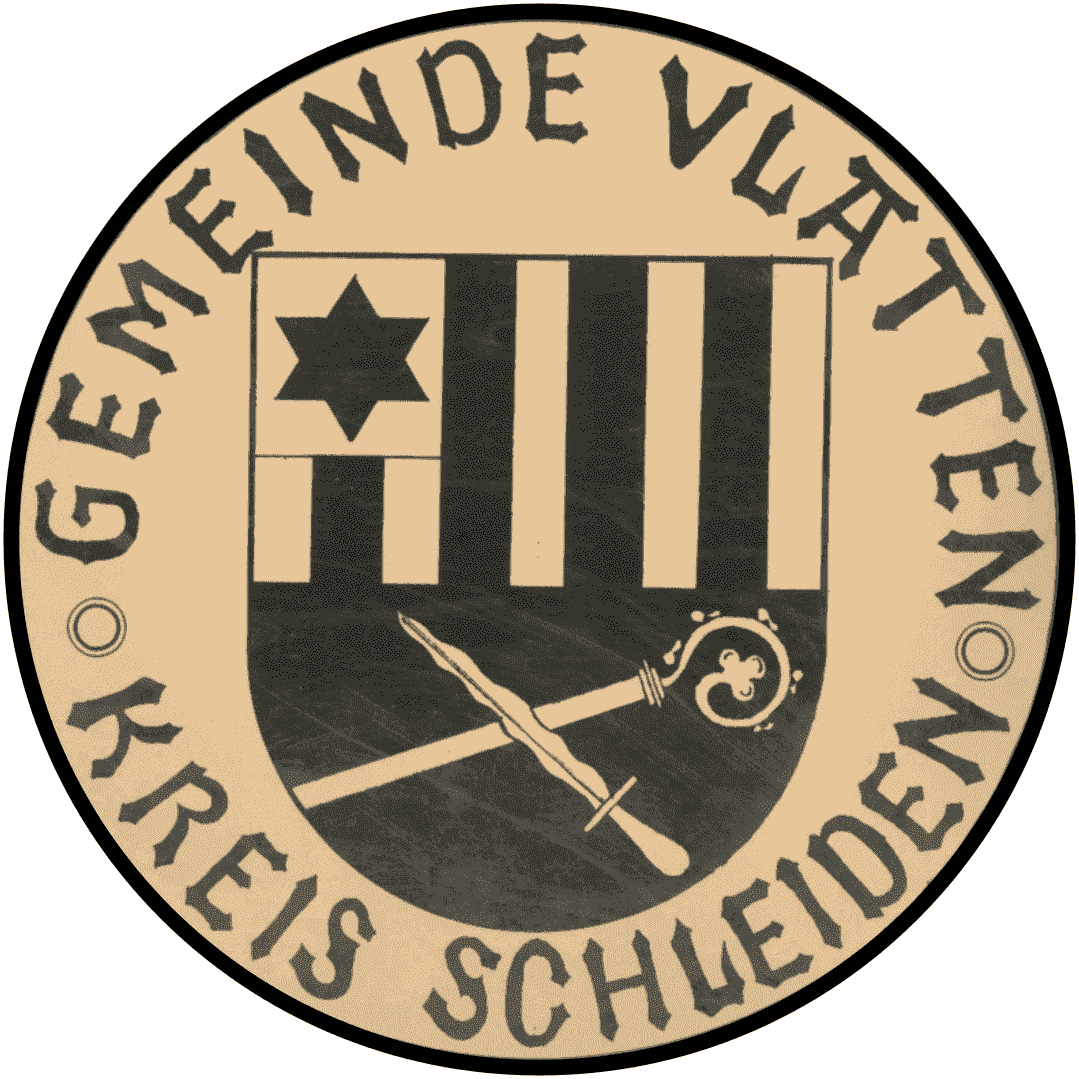
Ehem. Gemeindesiegel

Erste Besiedlungen sind bereits zur Zeit der Römer erfolgt. Die karolingische Königspfalz bekam laut der „Regesta Imperii“ (RI)  zweimal Besuch: Zum ersten Mal 839, als Kaiser Ludwig der Fromme in „Flatera“ den Bischof von Poitiers empfing (RI I, 997c) und zum zweiten Mal 846, als Kaiser Lothar I. in „Flattana pal(acio) r(egio)“ eine Schenkung an das Kloster Prüm signierte (RI I, 1129). Dann schweigen die Urkunden für lange Zeit. Der Ortsname „Vlatten“ ist aber vermutlich schon keltischen Ursprungs (von Vlatos = der Herrscher).

### Wappen
| Wappen der früheren Gemeinde Vlatten | Blasonierung: „Geteilt von Gold (Gelb) und Rot; oben vier rote Pfähle, im blauen Obereck ein sechsstrahliger silberner (weißer) Stern; unten aus dem Schildrand hervorbrechend ein linksschräger goldener (gelber) Bischofsstab gekreuzt mit einem silbernen (weißen) Flammenschwert.“ |
| Wappen der früheren Gemeinde Vlatten | Wappenbegründung: Das von Josef Decku entworfene Wappen wurde am 29. Juni 1962 vom nordrhein-westfälischen Innenminister verliehen. Die obere Hälfte stellt das Wappen der Herren von Merode-Vlatten aus dem Jahre 1320 dar. Der Bischofsstab weist auf den Pfarrpatron, dem heiligen Dionysius, das Schwert auf den zweiten Pfarrpatron, St. Michael hin, dem die Kapelle in Obervlatten geweiht ist. |

### Burg Vlatten

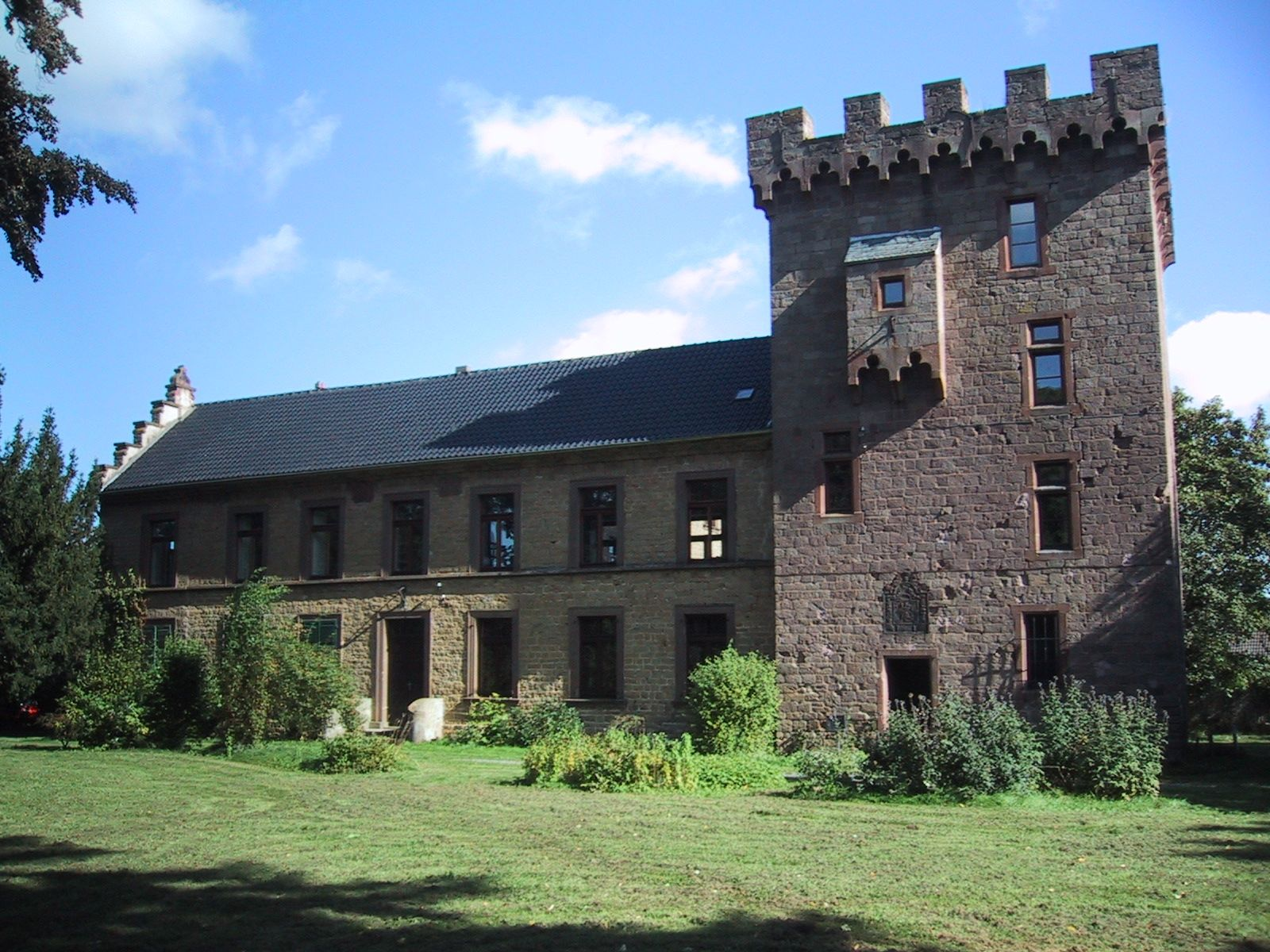
Die Oberburg von Vlatten

Zur Zeit der Franken war Vlatten eine Königspfalz. Um 1200 etwa gab es zwei Burgen in Vlatten. Die Oberburg ist 1385 erstmals urkundlich erwähnt. Ende des 14. Jahrhunderts ist aus einem anderen festen Hof die Unterburg entstanden, vermutlich durch eine Erbteilung. Sie war, wie die Oberburg, eine Wasserburg. Die auf Sumpfgelände gebaute Unterburg zerfiel im Laufe der Jahrhunderte. Von ihr ist nur noch ein bewachsener Steinhügel zu erkennen.

### Kirchen

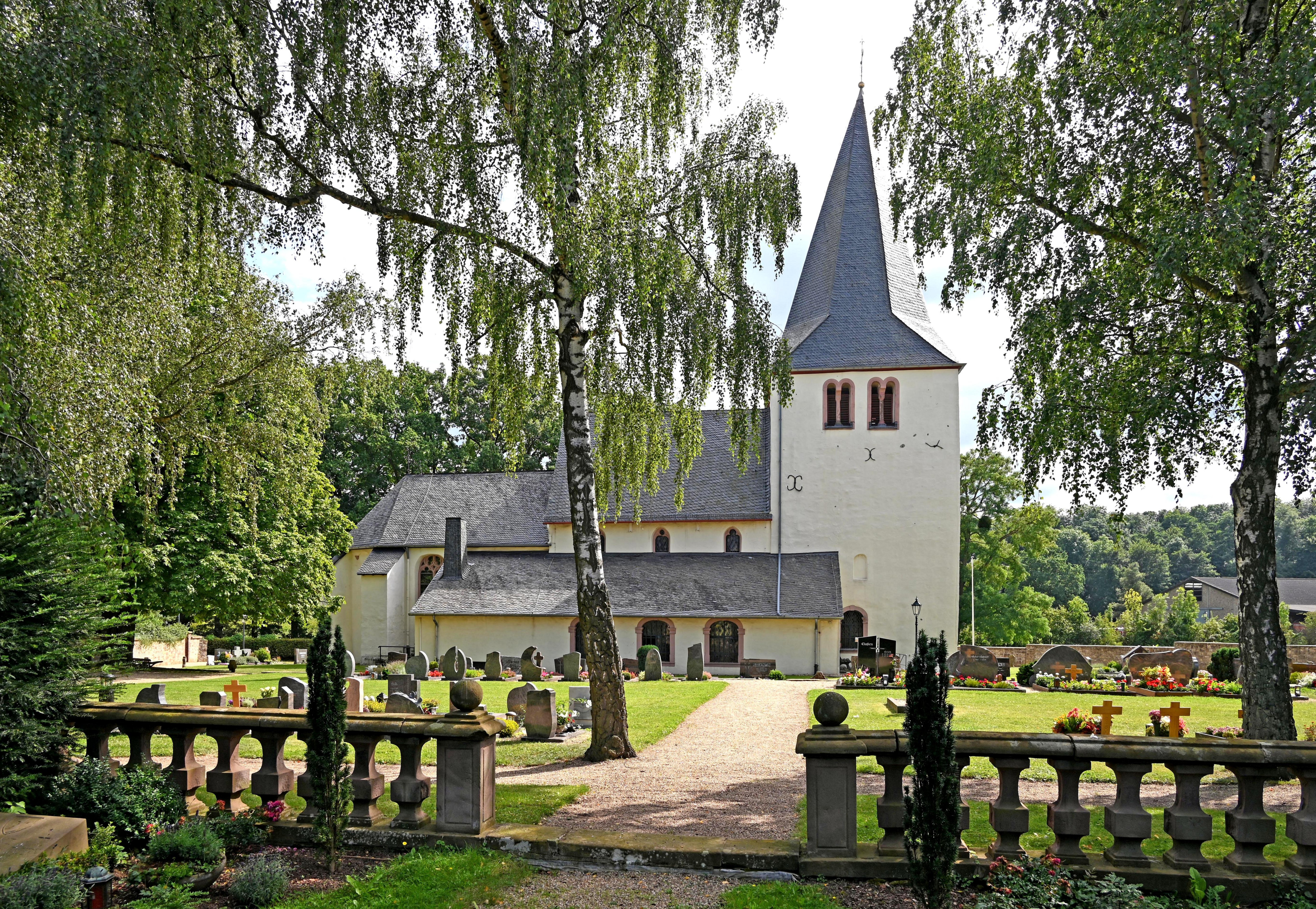
St. Dionysius (Vlatten), Nordseite

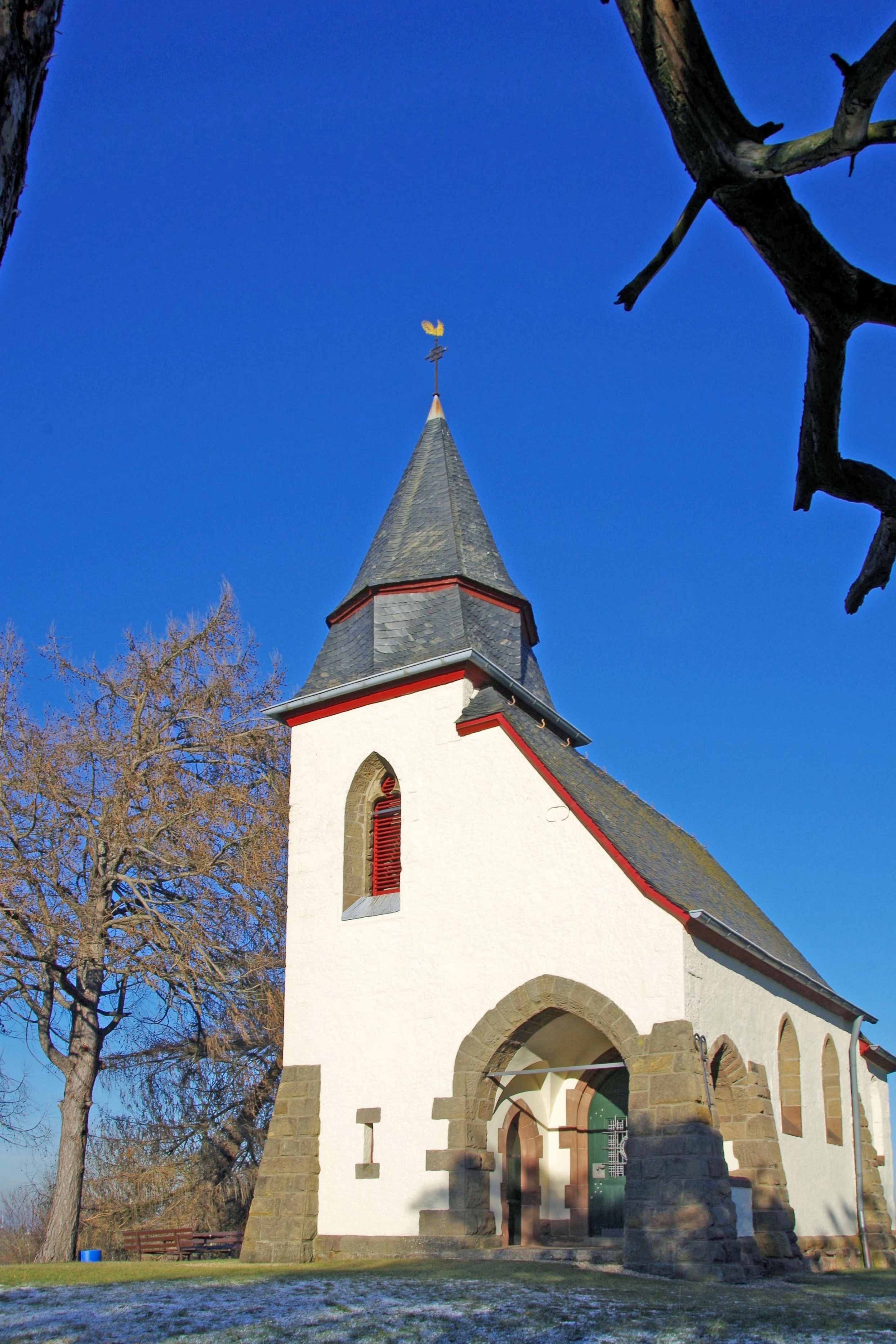
St. Michaelskapelle, erbaut im 15. Jahrhundert

Die Kirche ist bis in das Jahr 839 urkundlich nachweisbar. Zur Königspfalz gehörte zu jener Zeit eine Kapelle, aus der die Kirche hervorgegangen ist. Um 1000 war die Kirche das Zentrum des Königshofes. In den folgenden Jahrhunderten fanden weitere Baumaßnahmen an der Kirche statt, und noch 1927/28 wurde das nördliche Seitenschiff angebaut.
Urkundlich wird eine Kapelle aus dem 13. Jahrhundert erwähnt. Von dieser steht nur noch das Chorgewölbe mit alten Wandgemälden. Schiff und Turm wurden 1212/13 erbaut, dabei wurde das heutige Schiff mit dem Turm in kleinerer Ausführung als bei der ursprünglichen Kapelle neu gebaut.

### Schule
Die alte Volksschule in Vlatten, welche in der Ortsmitte liegt, wird nicht mehr als Schuleinrichtung benutzt. Sie wurde zu einem Einfamilienwohnhaus umgebaut.

### Neugliederung
Die Gemeinde Vlatten gehörte seit dem 19. Jahrhundert zur Bürgermeisterei Bleibuir, aus der 1928 das Amt Bleibuir wurde. Seit 1949 gehörte Vlatten zum Amt Hergarten, das außerdem noch aus den Gemeinden Hergarten, Berg, Floisdorf, Eicks, Glehn, Hostel und Bleibuir bestand. Bis zur kommunalen Neugliederung war Vlatten eine selbstständige Gemeinde. Zum 1. Juli 1969 erfolgte der Zusammenschluss mit der Stadt Heimbach.
Die Stadt Heimbach kam mit allen Stadtteilen am 1. Januar 1972 vom Kreis Schleiden zum Kreis Düren und wurde in die Stadt Nideggen eingegliedert. Am 4. August 1972 entschied das Oberverwaltungsgericht in Münster, dass Heimbach wieder eine eigenständige Kommune wird. Vlatten blieb Heimbach zugeordnet.

## Verkehr
An Vlatten vorbei verläuft die Bundesstraße 265. Durchgangsverkehr gibt es im Ort nicht.
Der öffentliche Personennahverkehr wird durch Busse der AVV-Linien 231 und 291 des Rurtalbus sichergestellt. Bis zum 31. Dezember 2019 wurden diese Linien vom BVR Busverkehr Rheinland bedient, wobei die Linie 291 zum damaligen Zeitpunkt in die Linie 231 integriert war. Zusätzlich verkehrt ein Bürgerbus im Heimbacher Ortsverkehr.
| Linie | Verlauf |
| ----- | --- |
| 231   | Froitzheim – Ginnick – Embken – Wollersheim – Vlatten – Heimbach Bf – (Hasenfeld – Schwammenauel – Kermeter – Urfttalsperre/Hastenbach / Abtei Mariawald) / (Hergarten – Düttling) – Wolfgarten – Gemünd – Nierfeld – Olef – Schleiden |
| 291   | Düren Bf/ZOB – StadtCenter – Kaiserplatz – Stockheim – Soller – Frangenheim – Froitzheim – Ginnick – Embken – (Muldenau ←) Wollersheim – Vlatten                                                                                       |
| BBH   | Bürgerbus Heimbach: Düttling – Hergarten – (Vlatten –) Heimbach Volksbank – (Kloster Mariawald –) Heimbach Bf – Hasenfeld |

## Wirtschaft
Haupterwerbszweig der Einwohner sind eine Vielzahl von gewerblichen Kleinbetrieben. Viele Vlattener arbeiten außerhalb des Ortes. Der Einfluss der Landwirtschaft als Haupterwerbszweig ist in den letzten 20 Jahren erheblich zurückgegangen, macht aber im Vergleich zu vielen anderen Orten dieser Größenordnung immer noch einen erheblichen Teil aus.

## Persönlichkeiten
- Ulrike Schwieren-Höger (* 1951), in Vlatten wohnende Buchautorin
- Herbert Brockel (* 1965), in Vlatten geborener Koch

## Walbig
Das Gehöft Gut Walbig liegt zwischen Heimbach und Hergarten an der K 25 in der Gemarkung Vlatten. Dörflich ist Walbig der Ortschaft Hergarten zuzurechnen. Walbig besteht aus einem Bauernhaus, einem Wirtschaftsgebäude und einer Obstwiese und war bis zum Jahr 2015 nicht an das Strom- und Wassernetz angeschlossen. Dann hat der Eigentümer diese Versorgungslücke in Eigenleistung geschlossen. Vor dem Ende des Zweiten Weltkrieges war Walbig eine Exklave der Gemeinde Hausen, die mittlerweile selbst zu Heimbach gehört. Der Eigentümer lebt in Vlatten - Gut Walbig ist nach einigen Jahren Leerstand seit dem 1. Januar 2021 wieder vermietet und bewohnt.
Die Endung -ig lässt auf einen römischen Ursprung des Gehöfts schließen.
Es gibt eine Freizeit-Fußballmannschaft, die sich nach dem Gehöft benannt hat, die Concordia Walbig.

## Sonstiges

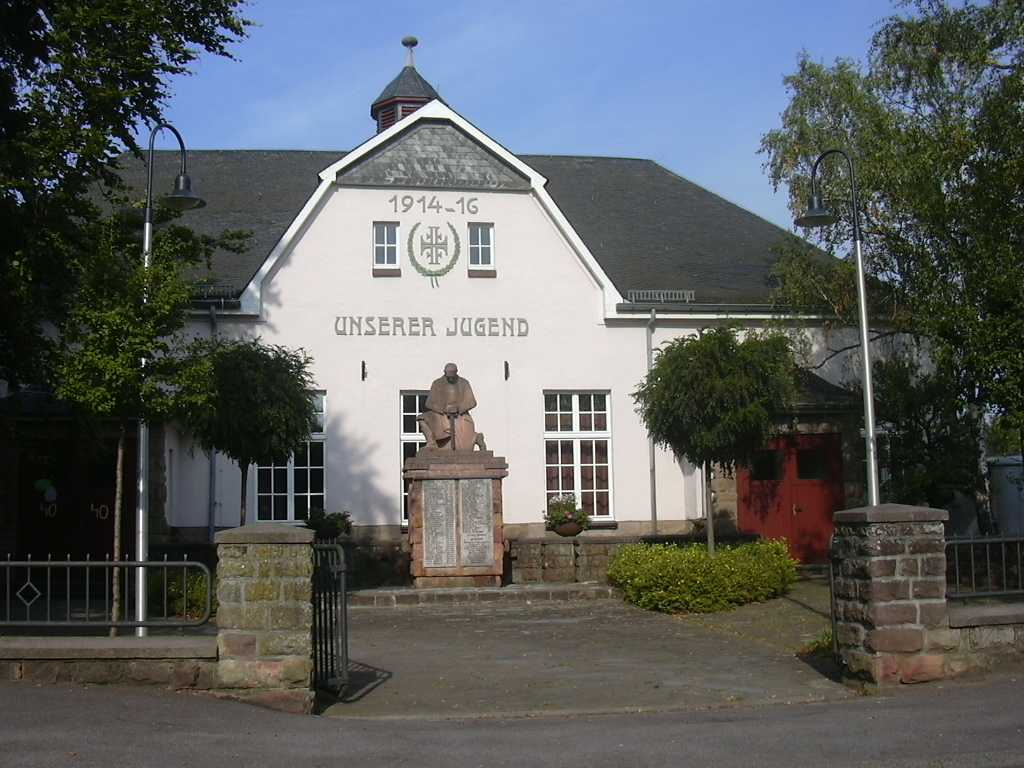
Das Ehrenmal

- 1997 konnte Vlatten im Wettbewerb „Unser Dorf hat Zukunft“ auf Kreisebene eine Silbermedaille erringen und 2006 und 2012 auf Landesebene ebenfalls eine Silbermedaille. In diesem Wettbewerb auf Kreisebene konnte Vlatten im Jahr 2008 eine Goldmedaille gewinnen. 2012 kam außerdem der Sonderpreis der NRW-Stiftung für großflächig, gepflegte Naturschutzgebiete und zahlreiche alte und neue Streuobstwiesen dazu. 2018 errang Vlatten auf Landesebene eine Silbermedaille[9]
- Von 1922 bis 1926 führte das Eifelrennen durch den Ort.
- Durch den Ort führt der Radwanderweg Wasserburgenroute. Dieser verbindet mehr als 130 Burgen am Rand der Eifel und in der Kölner Bucht.